# Antoine Gruyer
Antoine, baron Gruyer est un général d’Empire et homme politique français, né le 15 mars 1774 à Saint-Germain et mort à Strasbourg le 27 août 1822.

## Biographie

### Campagnes de la Révolution française
Antoine Gruyer est le fils de Henry Gruyer, maréchal-ferrant et propriétaire, et de Thérèse Chotard. Alors qu'il termine ses études à Besançon, la Révolution éclate et il s'engage alors à 18 ans, en 1792, au 6e bataillon de volontaires de la Haute-Saône dont il est élu capitaine le 1er août. Il fait les campagnes de la Révolution française, est blessé à Fleurus, et sert aux armées de Sambre-et-Meuse en 1794 et d'Italie en 1797, où il est promu chef de bataillon en 1800. En 1803, il est envoyé au camp de Saint-Omer.

### Général de l'Empire

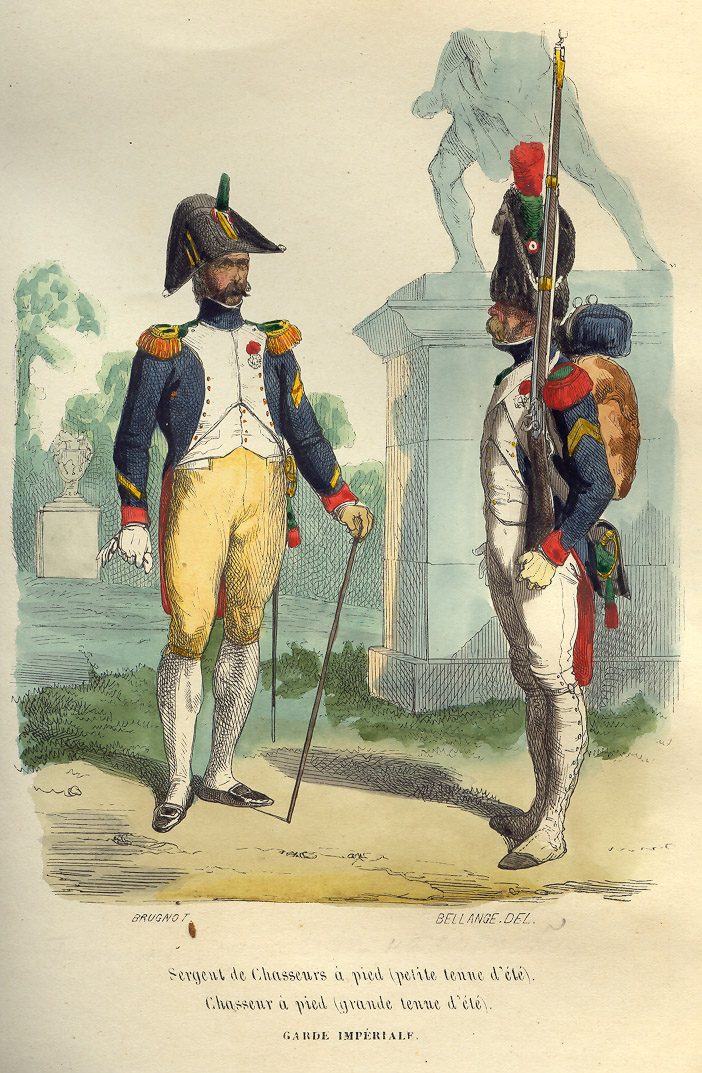
Officier et soldat du 1er régiment de chasseurs à pied de la Garde impériale. Gruyer effectue la campagne de Prusse et de Pologne en tant que chef de bataillon de cette unité.

À l'avènement de l'Empire, Gruyer est fait chevalier de la Légion d'honneur. Pendant la campagne d'Autriche de 1805, Gruyer appartient au 4e corps d'armée du maréchal Soult, et il participe à la bataille d'Austerlitz où il est grièvement blessé. En mai 1806, il est promu chef de bataillon des chasseurs à pied de la Garde impériale et prend part aux campagnes de Prusse et de Pologne, avant d'être nommé colonel et aide de camp du prince Borghèse en 1808. De 1808 à 1813 il est à Turin, car Borghèse est gouverneur général du Piémont et l'envoie à deux reprises en mission auprès du pape à Savone. En 1813, il rejoint l'armée impériale.
Le 23 février 1813, le colonel Gruyer est fait général de brigade, puis baron de l'Empire le 22 juin. Le 6 octobre 1813, il a deux chevaux tués sous lui en s'emparant du village d'Interbroch près de Tœplitz ; il occupe encore ce poste quand la retraite des 4e, 7e et 11e corps de la Grande Armée, le place dans une situation critique. L'ennemi, fort de 40 000 hommes, vient se placer entre lui et les trois corps français ; Gruyer ordonne la retraite et quoique mitraillé par l'artillerie adverse, il refuse de se rendre et marche en carré, s'arrêtant de cent pas en cent pas afin de repousser six mille cavaliers qui le harcèlent. Cerné de toutes parts, ses quatre mille hommes n'ont plus de munitions et sont sur le point de se rendre lorsque le général, qui a eu trois chevaux tués sous lui, saisit un drapeau et ramène par une allocution le courage de sa troupe, qui parvient à se faire un passage. Pendant cette affaire, Gruyer perd 1 800 hommes et soixante-trois officiers tués, blessés ou faits prisonniers. Blessé à Leipzig, il se rend à Lure pour y entamer sa guérison.

### La campagne de France
En 1814, Gruyer, à peine convalescent, se bat à Montmirail, à Château-Thierry, à Champaubert et à Montereau. Le 22 février, chargé d'attaquer Méry-sur-Seine, il entre dans la ville où il doit affronter les Prussiens du général York. Ses soldats manquent de faire prisonnier le maréchal Blücher et parviennent à repousser leurs adversaires. La brigade Gruyer prend pied sur la rive droite du fleuve et disperse les troupes russes du général Scherbatow, mais la résistance des coalisés se fait plus importante : une balle fracture le bras droit de Gruyer qui doit regagner la rive gauche avec ses hommes,. 
Ses deux régiments, le 2e léger et le 24e de ligne, se retranchent alors et stoppent la contre-attaque prussienne. L'Empereur, qui arrive à Méry-sur-Seine, fait demander le général Gruyer et lui dit : « Général, vous appréciez les circonstances, elles sont difficiles et méritent bien les beaux efforts que vous venez de faire ici, et vous êtes déjà récompensé par la bonne besogne que vous avez faite. » Le baron Larrey reçoit de l'Empereur l'ordre de panser Gruyer que trente grenadiers transportent jusqu'à Paris.

### Première Restauration
Après l'abdication de Napoléon et le retour des Bourbons, il est nommé commandant du département de la Haute-Saône en juillet 1814. Il occupe ce poste lorsque le maréchal Ney, chargé de s'opposer à la progression de Napoléon Ier, arriva à Lons-le-Saunier le 12 mars 1815.

### Cent-Jours
Gruyer exécute l'ordre du maréchal Ney qui lui enjoint de proclamer le retour de l'Empereur et l'applique avec efficacité. Il est élu député de la Haute-Saône pendant les Cent-Jours mais ne siége pas, préférant rejoindre l'armée.

### Seconde Restauration
Sous la Seconde Restauration, pensant être compris dans le décret de proscription pour s'être rallié à Napoléon avant le 23 mars, il se rend à Paris en espérant que son ami, le comte de Chabrol, pourra plaider sa cause. Mais il apprend, le 3 décembre, que sa femme (et nièce, qu'il a épousée en mars 1815 avec dispenses papale et royale) a accouché d'un enfant mort. Il revient donc à Lure dans sa demeure du couvent des Capucins (désormais centre culturel François Mitterrand) où il est arrêté, le 30 décembre 1815, et emmené en secret à Strasbourg. Il est condamné à mort le 27 mai 1816, mais sa peine est commuée en vingt ans de réclusion dans la citadelle de la ville, où sa femme partage sa captivité.
Le général est rendu à la liberté le 4 février 1818, grâce à l'intervention du duc d'Angoulême et meurt quatre ans plus tard. Son fils Gilbert (né en prison durant l'hiver 1816) fit carrière comme trésorier-payeur général et receveur général des finances à Digne et à Montpellier (où, en 1871, il aida le jeune Scheurer-Kestner), puis fut envoyé par Gambetta établir une cartoucherie à Sète. Le fils de Gilbert, Raoul Gruyer (né à Digne en 1847), receveur des postes à Paris, fut fusillé comme communard le 23 mai 1871. Gilbert adopta un neveu de sa femme, Alfred Hervé, conseiller à la Cour des comptes et gendre du comte Murat, chef de la tige des barons  Hervé-Gruyer .

## Distinctions
Il obtint un sabre d'honneur de l'armée d'Italie pour "s'être particulièrement distingué". Il fut nommé baron en juin 1815. Dans son village natal de Saint-Germain, une rue (désormais piétonne) a été nommée en son nom, la rue du Baron Gruyer. 